# Сан-Жозе-де-Сан-Лазару
Сан-Жозе-де-Сан-Лазару (порт. São José de São Lázaro; МФА: [ˈsɐ̃w ʒu.ˈzɛ dɨ ˈsɐ̃w ˈɫa.zɐ.ɾu]) — парафія в Португалії, у муніципалітеті Брага. Розташована в північно-західній частині країни, на теренах історичної португальської провінції Дору-Міню. Входить до складу округу Брага. За адміністративним поділом, чинним до 1976 року, терени парафії були складовою провінції Міню. Належить до Бразької архідіоцезії Католицької церкви. Патрон — святий Йосип. Площа — 2,1749 км². Населення — 13576 ос. (2011). Сильно урбанізований регіон. Густота населення — 6242,13 осіб/км²
. Код — 030342.

## Населення
| Кількість мешканців | Кількість мешканців | Кількість мешканців | Кількість мешканців | Кількість мешканців | Кількість мешканців | Кількість мешканців | Кількість мешканців | Кількість мешканців | Кількість мешканців | Кількість мешканців | Кількість мешканців | Кількість мешканців | Кількість мешканців | Кількість мешканців |
| ------------------- | ------------------- | ------------------- | ------------------- | ------------------- | ------------------- | ------------------- | ------------------- | ------------------- | ------------------- | ------------------- | ------------------- | ------------------- | ------------------- | ------------------- |
| 1864                | 1878                | 1890                | 1900                | 1911                | 1920                | 1930                | 1940                | 1950                | 1960                | 1970                | 1981                | 1991                | 2001                | 2011                |
| 3 780               | 4 052               | 5 089               | 5 159               | 5 347               | 5 159               | 4 878               | 5 269               | 5 589               | 6 077               | 7 745               | 10 839              | 14 891              | 14 830              | 13 576              |